# Gudspenning
Gudspenning (lat. denarius Deiä, denarius Sancti Spirtus, ty. gottespfennig, heiliggeistpfennig), jur; en fästepenning eller städjepenning,
som under medeltiden förekom vid skilda avtal som form för avtalet, som tecken till parternas allvar och som bevis för avtalets verklighet. 
I motsats till andra handpenningar, som utbetalades till medkontrahenter, erlades gudspenningen till någon from stiftelse eller till de fattiga.
Särskilt var gudspenningen namn på den avgift mäklare i Stockholm av ålder brukade samla in och till följd av stadgande i 1720 års mäklarordning ålades att utkräva av såväl köpare som säljare. Medlen nyttjades till understöd åt mäklares fattiga änkor och omyndiga barn.